# Dansk Guitar Selskab
Dansk Guitar Selskab (DGS) er en forening, der arbejder for at udbrede og vedligeholde interessen for guitaren og guitarmusik.
DGS blev dannet i 1977, og siden har arrangeret koncerter med artister som Göran Sollscher, Luis Zea, Judicaël Perroy, Roland Dyens, John Mills, Marco Socias, Ana Vidovic, Zoran Dukic, Alvaro Pierri og Los Angeles Guitar Quartet.
Selskabet udgiver medlemsbladet Guitaren fire gange årligt og tilbyder medlemmerne fordele i form af rabat på koncerterne.